# Meara stichopi
Pour les articles homonymes, voir Meara.
Genre
Espèce
Meara stichopi, unique représentant du genre Meara, est une espèce de némertodermatides de la famille des Nemertodermatidae, des vers marins microscopiques.

## Répartition
Cette espèce est endémique de l'océan Atlantique Nord-Est, elle se rencontre sur les côtes de la Norvège et de la Suède.
Elle a été découverte dans l'intestin de l'Holothurie Parastichopus tremulus.

## Étymologie
Son nom d'espèce lui a été donné en référence à son hôte, Stichopus tremulus (maintenant Parastichopus tremulus).

## Publication originale
- (en) Westblad, 1949 : On Meara stichopi (Bock) Westblad, a new representative of Turbellaria Archoophora. Arkiv for Zoologi, sér. 2,  vol. 1, no 5, p. 43-57.